# Dãy đồng đẳng
Trong hóa học, dãy đồng đẳng là một dãy các hợp chất (bao gồm cả hữu cơ và vô cơ) với cùng một công thức tổng quát, với các tính chất hóa học tương tự do sự hiện diện của cùng một nhóm chức, và thể hiện các tính chất vật lý biến đổi dần dần do kết quả của việc tăng kích thước và khối lượng phân tử (xem phân tử lượng tương đối). Ví dụ, êtan có điểm sôi cao hơn của methan, do nó có lực Van der Waals cao hơn với các phân tử bên cạnh. Điều này là do sự gia tăng trong số lượng các nguyên tử cấu thành ra phân tử. Các hợp chất trong cùng một dãy đồng đẳng khác nhau bằng một hay nhiều nhóm CH2.
Các ankan (parafin), anken (olefin), metoxyetan (các ête bậc nhất), ankin (acetylen và đồng đẳng) tạo thành các dãy trong đó các thành viên khác nhau theo bội số của 14 đơn vị khối lượng nguyên tử. Ví dụ, dãy đồng đẳng của ankan bắt đầu với methan (CH4), êtan (C2H6), prôpan (C3H8), butan (C4H10), và pentan (C5H12), trong đó mỗi thành viên so với thành viên đứng trước nó thì hơn một nhóm CH2(tức 14 đơn vị khối lượng nguyên tử).
Tương tự, dãy đồng đẳng của rượu bắt đầu với mêtanol (CH4O), êtanol (C2H6O), 1-prôpanol (C3H8O), và 1-butanol (C4H10O).
Các hợp chất trong cùng một dãy với cùng một nhóm nhỏ các nguyên tử, không thay đổi khi đi từ hợp chất này sang hợp chất kia được gọi là nhóm chức. Phần lớn các tính chất hóa học của các hợp chất hữu cơ là do sự có mặt của nhóm chức.
| Dãy đồng đẳng   | Công thức tổng quát | Ví dụ        | Nhóm chức |
| Ankan           | CnH2n + 2 (n ≥ 1)   | CH4, n = 1   |           |
| Anken           | CnH2n (n ≥ 2)       | C2H4, n = 2  | C=C       |
| Ankin           | CnH2n − 2 (n ≥ 2)   | C2H2, n = 2  | C≡C       |
| Rượu            | CnH2n + 1OH (n ≥ 1) | CH3OH, n = 1 | -OH       |
| Axít cacboxylic | CnH2n+1COOH(n ≥ 1)  | HCOOH, n = 1 | -COOH     |

n là số nguyên tử cacbon trong hợp chất.
Phản ứng đồng đẳng hóa là bất kỳ phản ứng hóa học nào chuyển hóa một thành viên của dãy đồng đẳng thành thành viên kế tiếp.
Tuy nhiên, cần lưu ý là thậm chí với cùng một công thức tổng quát, nhưng khi số phân tử của mạch cacbon tăng lên thì có thể xuất hiện các hợp chất với cùng một phân tử lượng, nhưng có cấu trúc hơi khác nhau và với các tính chất hóa học cũng tương đối khác nhau, mặc dù chúng sẽ luôn luôn thể hiện cùng các tính chất hóa học khi xem xét một cách tổng thể trong cùng một dãy đồng đẳng của từng hợp chất đó. Ví dụ rượu bậc nhất 1-prôpanol CH3CH2CH2OH và rượu bậc hai 2-prôpanol ((CH3)2CHOH) đều có chung công thức tổng quát C3H8O nhưng có cách sắp xếp khác nhau trong phân tử nên hai rượu này có một số tính chất hóa học hoàn toàn khác nhau. Hiện tượng này còn được gọi là đồng phân.